# Halloy (Belgique)
Pour les articles homonymes, voir Halloy.
Halloy est un hameau du village de Braibant, dans le Condroz, en Belgique.  Administrativement il fait aujourd'hui partie, avec Braibant, de la commune de Ciney dans la province de Namur en Région wallonne.
Le Bocq, affluent de la Meuse, coule au nord du hameau avant de descendre vers Spontin et Yvoir où il se jette dans la Meuse.. 

## Patrimoine
- Le château de Halloy est un manoir de style néo-classique.

- Halloy possédait auparavant, une halte sur l'importante ligne de chemin de fer 162 entre Luxembourg et Bruxelles.  Elle fut supprimée, la gare de Braibant se trouvant à quelques centaines de mètres au nord.